# Odense Badgers 2022
Questa voce raccoglie le informazioni riguardanti gli Odense Badgers nelle competizioni ufficiali della stagione 2022.

## 1. division 2022

### Stagione regolare
| Copenaghen 30 aprile 2022, ore 14:00 2ª giornata | Ørestaden Spartans | 49 – 12 referto | Odense Badgers/ Svendborg Admirals | Boldfælleden |

| Odense 14 maggio 2022, ore 14:00 4ª giornata | Odense Badgers /Svendborg Admirals | 0 – 6 referto | Amager Demons | Bolbroparken |

| Frederikssund 21 maggio 2022, ore 14:00 5ª giornata | Frederikssund Oaks | 41 – 7 referto | Odense Badgers/ Svendborg Admirals | Frederikssund Idrætsby |

| Odense 11 giugno 2022, ore 14:00 8ª giornata | Odense Badgers /Svendborg Admirals | 13 – 32 referto | Herlev Rebels | Bolbroparken |

| Odense 14 agosto 2022, ore 14:00 10ª giornata | Odense Badgers /Svendborg Admirals | - – - (annullata) referto | Aarhus Tigers | Bolbroparken |

| Holstebro 27 agosto 2022, ore 14:00 12ª giornata | Holstebro Dragons | 2 – 46 referto | Odense Badgers/ Svendborg Admirals | Idrætscenter Vest |

| Odense 3 settembre 2022, ore 14:00 13ª giornata | Odense Badgers /Svendborg Admirals | 50 – 0 (a tavolino) referto | Kronborg Knights | Bolbroparken |

## Statistiche di squadra
| Competizione | %Vittorie | In casa | In casa | In casa | In casa | In casa | In casa | In trasferta | In trasferta | In trasferta | In trasferta | In trasferta | In trasferta | Totale | Totale | Totale | Totale | Totale | Totale |
| Competizione | %Vittorie | G       | V       | N       | P       | Pf      | Ps      | G            | V            | N            | P            | Pf           | Ps           | G      | V      | N      | P      | Pf     | Ps     |
| ------------ | --------- | ------- | ------- | ------- | ------- | ------- | ------- | ------------ | ------------ | ------------ | ------------ | ------------ | ------------ | ------ | ------ | ------ | ------ | ------ | ------ |
| Campionato   | .333      | 3       | 1       | 0       | 2       | 63      | 38      | 3            | 1            | 0            | 2            | 65           | 92           | 6      | 2      | 0      | 4      | 128    | 130    |
| Totale       | .333      | 3       | 1       | 0       | 2       | 63      | 38      | 3            | 1            | 0            | 2            | 65           | 92           | 6      | 2      | 0      | 4      | 128    | 130    |